# Seleção Italiana de Rugby Union
A Seleção Italiana de Rugby Union é a mais recente entre as seis seleções que formam a elite de rugby union no Hemisfério Norte. Por conta de serem novos, os italianos ainda não possuem resultados expressivos. A seleção é composta de uma mescla entre italianos e jogadores naturalizados, a maior parte de origem italiana.
A Itália tem em torno de 600 times e cerca de 47 000 jogadores de rugby union. Os azzurri — como também são conhecidos — participam da Copa das Seis Nações desde 2000.
O esporte ainda está sendo descoberto pelos italianos, o rugby union é bastante popular em Roma e nas cidades do norte como Treviso (bem como em todo Veneto), Milão, Gênova, Parma e Bolonha.

## História
Jogos envolvendo mãos e pés foram praticados na Itália dos tempos do Império Romano à Idade Média. É comum dizer que o rugby union foi apresentado pelos francês na Universidade de Milão, em 1911. Porém, foi descoberto que comunidades britânicas trouxeram o esporte para Gênova entre 1890 e 1895. O esporte permanece mais popular no Norte do que no Centro e Sul do país.
O primeiro jogo documentado na Itália foi uma demonstração em 1910, em Turim, entre o Sporting Club Universitaire de França e o Servette of Geneva (Suíça). A sociedade que organizou o jogo foi logo dissolvida após este jogo, mas o esporte se tornou conhecido em Milão. O primeiro jogo envolvendo um time italiano foi no ano seguinte, entre o US Milanese contra o Voiron da França. Em 25 de julho de 1911, o "Comitê de Propaganda" foi formado, tendo seu nome mudado para Federazione Italiana Rugby (FIR), em 1928.

## Campeonatos

### Seis Nações
A Seleção Italiana de Rugby Union faz parte das Seis Nações desde 2000, e nunca ganhou um título. O primeiro jogo, em 2000, foi uma vitória contra a então campeã Escócia por 34 a 20.
O melhor resultado foi em 2007 (4° lugar), onde obteve duas vitórias contra Escócia e País de Gales.
Resumo da participação italiana no Seis Nações
| Anno | Lugar | Vit. | Emp. | Der. | Pontos a favor | Pontos contra | Pontos +/- | Pontos |
| ---- | ----- | ---- | ---- | ---- | -------------- | ------------- | ---------- | ------ |
| 2000 | 6°    | 1    | 0    | 4    | 106            | 228           | -122       | 2      |
| 2001 | 6°    | 0    | 0    | 5    | 106            | 207           | -101       | 0      |
| 2002 | 6°    | 0    | 0    | 5    | 70             | 188           | -118       | 0      |
| 2003 | 5°    | 1    | 0    | 4    | 100            | 185           | -85        | 2      |
| 2004 | 5°    | 1    | 0    | 4    | 42             | 152           | -110       | 2      |
| 2005 | 6°    | 0    | 0    | 5    | 53             | 156           | -103       | 0      |
| 2006 | 6°    | 0    | 1    | 4    | 72             | 125           | -53        | 1      |
| 2007 | 4°    | 2    | 0    | 3    | 94             | 147           | -53        | 4      |
| 2008 | 6°    | 1    | 0    | 4    | 74             | 131           | -57        | 2      |
| 2009 | 6°    | 0    | 0    | 5    | 49             | 170           | -121       | 0      |
| 2010 | 6°    | 1    | 0    | 4    | 59             | 104           | -45        | 2      |
| 2011 | 6°    | 1    | 0    | 4    | 70             | 138           | -68        | 2      |
| 2012 | 5°    | 1    | 0    | 4    | 53             | 121           | -68        | 2      |
| 2013 | 4°    | 2    | 0    | 3    | 75             | 111           | -36        | 4      |

 Seis Nações Classificação Geral 
| Seleção       | Torneios disputados | Campeonatos vencidos | Vitórias compartilhadas | Tríplice Coroa | Grand Slams | Colher de pau |
| ------------- | ------------------- | -------------------- | ----------------------- | -------------- | ----------- | ------------- |
| Inglaterra    | 122                 | 28                   | 10                      | 25             | 13          | 25            |
| País de Gales | 124                 | 26                   | 11                      | 20             | 11          | 21            |
| Escócia       | 124                 | 15                   | 8                       | 10             | 3           | 33            |
| Irlanda       | 124                 | 14                   | 8                       | 11             | 3           | 36            |
| França        | 88                  | 17                   | 8                       | -              | 9           | 18            |
| Itália        | 19                  | 0                    | 0                       | -              | 0           | 13            |

NOTA: Atualizado após a edição de 2018

### Copa do Mundo
| Ano  | Desempenho    | Jogos | Vitória               | Empate | Derrota                        |
| ---- | ------------- | ----- | --------------------- | ------ | ------------------------------ |
| 1987 | Primeira fase | 3     | Fiji                  |        | Nova Zelândia Argentina        |
| 1991 | Primeira fase | 3     | Estados Unidos        |        | Inglaterra Nova Zelândia       |
| 1995 | Primeira fase | 3     | Argentina             |        | Samoa Ocidental Inglaterra     |
| 1999 | Primeira fase | 3     |                       |        | Inglaterra Tonga Nova Zelândia |
| 2003 | Primeira fase | 4     | Tonga Canadá          |        | Nova Zelândia País de Gales    |
| 2007 | Primeira fase | 4     | Romênia Portugal      |        | Nova Zelândia Escócia          |
| 2011 | Primeira fase |       | Estados Unidos Rússia |        | Austrália Irlanda              |
| 2015 | Classificada  |       |                       |        |                                |